# Paloma (teleregény)
A Paloma (eredeti cím: Amor de barrio) 2015-ös mexikói teleregény, amelyet Francisco Franco, Alba Santiago, Barbosa Lobaton, Ana Lorena és Pérez Ríos rendezett. A főbb szerepben Renata Notni, Mane de la Parra, Jessica Coch, Marisol del Olmo, Alejandra García és Manuel Landeta látható. A sorozat Mexikóban 2015. június 8-án mutatta be a Las Estrellas. Magyarországon 2015. december 10-én került adásba a TV2-n.

## Történet
|  | Alább a cselekmény részletei következnek! |

A történet a színes La Lagunilla-ban játszódik, mely nyüzsgő városban a legváltozatosabb karakterek élik mindennapjaikat. A dúsgazdagokon át, a középosztálybeli családokig és a kétkezi munkásokig találunk itt mindenféle sorsú embert. Köztük él a főhős, Paloma, aki mindamellett, hogy keményen dolgozik a napi megélhetésért, segít a szegény, reményvesztett embereknek. Mint minden fiatal lány, eközben a szerelmet keresi...
|  | Itt a vége a cselekmény részletezésének! |

## Szereplők
| Színész(nő)         | Szerepnév                                  | Megjegyzés                                                                                   | Magyar hang        |
| ------------------- | ------------------------------------------ | -------------------------------------------------------------------------------------------- | ------------------ |
| Renata Notni        | Paloma Madrigal                            | Gustavo és Blanca Estela lánya, Gabriel húga Daniel szerelme, Laura legjobb barátnője        | Bogdányi Titanilla |
| Mane de la Parra    | Daniel Márquez Lopezreina                  | Catalina és Saul fia, Dora Luz testvére, Raúl unokatestvére, szerelmes Palomába              | Szabó Máté         |
| Marisol del Olmo    | Catalina Lopezreina                        | Daniel és Dora Luz édesanyja Ariel testvére, Saul özvegye, Tamara sógornője                  | Zakariás Éva       |
| Jessica Coch        | Tamara Altamirano de Lopezreina / Monalisa | Ariel felesége, Catalina sógornője, éjszakánként a szentjánosbogár nevű bárba jár szórakozni | F. Nagy Erika      |
| Manuel Landeta      | Edmundo Vasconcelos                        | Rosa férje, Laura nevelőapja, a szentjánosbogár tulajdonosa                                  | Jakab Csaba        |
| Alejandra García    | Laura Vasconselos                          | Rosa lánya, Edmundo nevelt lánya, Paloma legjobb barátnője, szerelmes Raúlba                 | Sipos Eszter Anna  |
| Pedro Moreno        | Raúl Lopezreina                            | Ariel fia, Catalina unokaöccse, Daniel unokatestvére, szerelmes Laurába                      | Kisfalusi Lehel    |
| Julieta Rosen       | Blanca Estela Bernal de Cantoral           | Paloma és Gabriel édesanyja, Gustavo felesége                                                | Szórádi Erika      |
| Marco Muñoz         | Gustavo Madrigal                           | Paloma és Gabriel édesapja, Blanca Estela férje                                              | Tokaji Csaba       |
| Lisardo Guarinos    | Adalberto Cruz                             | Dora Luz keresztapja, Catalina szeretője                                                     | Kárpáti Levente    |
| Juan Carlos Barreto | Ariel Lopezreina                           | Tamara férje, Raúl édesapja, Catalina testvére                                               | Laklóth Aladár     |
| Josh Gutiérrez      | Rodrigo Lopez                              | Dalia fia, szerelmes Palomába                                                                | Moser Károly       |
| Montserrat Marañón  | Rosa Arriaga                               | Laura édesanyja, Edmundo felesége                                                            | Orosz Anna         |
| Paul Stanley        | Gabriel Madrigal'                          | Gustavo és Blanca Estela fia, Paloma bátyja                                                  | Varga Rókus        |
| Claudette Maillé    | Delfina                                    | Tamara cselédje                                                                              | Menszátor Magdolna |
| Gabriela Carrillo   | Eugenia Ukerman                            | Claudio lánya, Daniel menyasszonya                                                           | Roatis Andrea      |
| Fernanda Arozqueta  | Dora Luz Márquez Lopezreina                | Catalina és Saul lánya, Daniel testvére                                                      | Czető Zsanett      |
| Cecilia Toussaint   | Dalia Tovar de Lopez                       | Rodrigo édesanyja                                                                            | Makay Andrea       |

### Vendég- és mellékszereplők
| Színész(nő)           | Szerepnév                    | Megjegyzés                                                | Magyar hang    |
| --------------------- | ---------------------------- | --------------------------------------------------------- | -------------- |
| Marcela Moret         | Mirtha Beltrán               | Börtön igazgatónője ahol Blanca Estela raboskodik         | Kiss Eszter    |
| Andrés Almeida        | Paúl Dumont                  | Közjegyző                                                 |                |
| Queta Lavat           | Selma                        | Cseléd a Lopezreina házban                                | Halász Aranka  |
| Gilberto de Anda      | Claudio Ukerman              | Eugenia édesapja                                          | Megyeri János  |
| Moisés Suárez         | Don Hermés                   | Bolt tulajdonos                                           | Kapácsy Miklós |
|                       | Jacobo Correa                | Rendőr                                                    | Posta Victor   |
|                       | Yazdasi                      | Nővér, Daniel munkatársa, Paloma barátnője                | Sallai Nóra    |
| Carlos Speitzer       | Josh                         | Rodrigo barátja                                           |                |
| Alex Perla            | Tico                         | Rodrigo barátja                                           | Baráth István  |
| Alejandra Bogue       | Kitzia Ariadna               | Táncos a szentjánosbogárban                               |                |
| Mónicca Gómez         | Flaca                        | Virágárus                                                 |                |
| Emma Escalante        | Catalina Lopezreina (fiatal) | Daniel és Dora Luz édesanyja Ariel testvére, Saul özvegye | Haffner Anikó  |
| Lalo "El Mimo"        | Don Cosme                    | Étterem tulajdonos Paloma és Mina főnöke                  |                |
| Silvia Lomelí         | Quita                        | Ruhabolt tulajdonos                                       |                |
| Miguel Ángel Loyo     | Issac Luke                   | Laura barátja                                             | Láng Balázs    |
| Andrea Portugal       | Mina                         | pultos                                                    | Csuha Bori     |
| Karina Gidi           | Arusa Diluka                 | Catalina ügyvédje                                         | Németh Kriszta |
| Mauricio García Muela | Abraham Beristaín            | Raúl munkatársa és barátja                                | Renácz Zoltán  |
| Lalo Palacios         | Hugo                         |                                                           |                |
| Melina Escobedo       | Lindsy                       | Cseléd a Lopezreina házban                                |                |
| Juan Ríos             | Saúl Márquez                 | Daniel és Dora Luz édesapja, Catalina férje, Ariel sógora |                |

## Nemzetközi bemutató
| Ország       | Csatorna               | Első rész          | Utolsó rész       |
| ------------ | ---------------------- | ------------------ | ----------------- |
| Mexikó       | Canal de las Estrellas | 2015. június 8.    | 2015. november 8. |
| Magyarország | TV2                    | 2015. december 10. | 2016.május 23.    |